# Brian Fallon

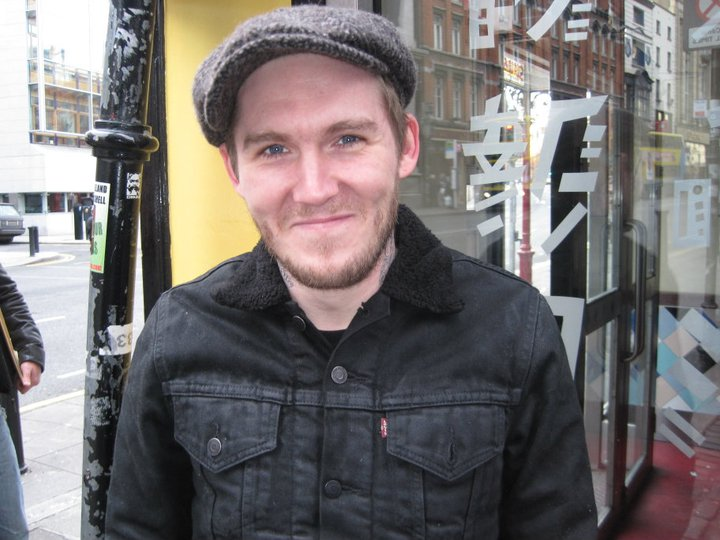
Brian Fallon 2010 in Dublin

Brian Fallon (* 28. Januar 1980 in Red Bank, New Jersey) ist ein US-amerikanischer Sänger, Songwriter und Gitarrist. Bekannt wurde er als Frontmann der Rockband The Gaslight Anthem.

## Musikstil
Markenzeichen seiner Projekte sind seine markante, raue Stimme und die Songthemen. Viele Lieder handeln von hoffnungsloser Romantik und der Sehnsucht nach unendlicher Freiheit sowie der Aufbruchsstimmung der 50er- und 60er Jahre in den USA. Seine Musik ist überwiegend in den Bereichen Folk-Rock, Punk-Rock und Indie-Rock anzusiedeln, oft wird er mit Bruce Springsteen, John Mellencamp oder Tom Petty verglichen. Sein Soloalbum Painkillers kommt ruhiger als seine anderen Werke daher und ist eher in den Bereichen Folk Rock und Heartland Rock einzuordnen.

## Werdegang

### Frühere Projekte
Bereits mit 17 Jahren veröffentlichte Fallon unter dem Pseudonym No Release eine Musikkassette mit dem Titel The Coffeehouse Sessions, die auf 200 Stück limitiert war. Vier Jahre später nahm er mit der Band Amping Copper eine EP mit dem Bandnamen als Titel auf. 2004 nahm er als Teil des Cincinnati Rail Tie die EP The American Music EP auf. Auf einem der sechs Titel wirkte auch seine Mutter Debbie, die in den 60ern Teil einer Folkband war, als Background-Sängerin mit. Im gleichen Jahr gründete er mit Michael Volpe, Chris Clementi und Michael LeBoeuf die Band This Charming Man. In dieser Besetzung veröffentlichten sie das Album Every Little Secret. Ein Jahr später verließen Clementi und LeBoeuf die Band und wurden durch Benny Horowitz und Alex Levine ersetzt.

### The Gaslight Anthem
Hauptartikel: The Gaslight Anthem
Nachdem auch Volpe die Band verlassen hatte, gründete Fallon mit den verbliebenen Bandmitgliedern und Alex Rosamilia The Gaslight Anthem. Hier gelang ihm der internationale Durchbruch. Bis zu der Auszeit im Jahr 2015 nahmen sie die Alben Sink or Swim, The '59 Sound, American Slang, Handwritten und Get Hurt auf.

### Nebenprojekte
Im Jahr 2011 gab er bekannt, zukünftig mit Ian Perkins, einem Techniker der Band, als Duo mit dem Namen The Horrible Crowes auf Tour gehen zu wollen. Zusammen veröffentlichten sie das Album Elsie. Im gleichen Jahr war er mit Dave Hause, Dan Adriano von Alkaline Trio und Chuck Ragan auf der Revival-Tour unterwegs. Hier spielten die Musiker mal alleine, mal zusammen ein Akustik-Set, bei dem sie sich gegenseitig coverten. 2013 spielte er einige Konzerte als Teil der Band Molly and the Zombies. Hier wirkten Brian McGee von Plow United, Bassistin Catherine Popper und Randy Schrager, Schlagzeuger der Scissor Sisters, mit. Obwohl die Band eigene Stücke spielte, die Fallon geschrieben hatte, kam es nie zu einem Plattenvertrag oder einem Album. Diese Stücke wurden laut Aussage Fallons vom Album Highway 61 Revisited von Bob Dylan inspiriert. Fünf dieser Lieder stellte die Band als Gratis-Download im Internet bereit.

### Soloalben
Im September 2015, unmittelbar nach der verkündeten Auszeit von The Gaslight Anthem, gab er bekannt, an einem Soloalbum zu arbeiten. Hierfür hatte er einen Vertrag mit Island Records unterschrieben. Produzent des Albums war Butch Walker, der unter anderem Alben von Frank Turner, Avril Lavigne oder Fall Out Boy produzierte. Die erste Single A Wonderful Life hatte ihre Radiopremiere im Dezember 2015. Das Album mit dem Titel Painkillers erschien am 11. März 2016. Ebenfalls Teil seiner Band sind seine früheren Weggefährten Ian Perkins, Catherine Popper, Alex Rosamilia. Fallons zweites Soloalbum Sleepwalkers wurde am 9. Februar 2018 veröffentlicht. Am 27. März 2020 erschien sein drittes Soloalbum mit dem Titel Local Honey.
Im September 2021 kündigte er das Erscheinen eines Weihnachtsalbums unter dem Titel Night Divine an. Das Album, das am 5. November 2021 erscheinen soll, beinhaltet zahlreiche Coversongs, unter anderem Virgin Mary Had One Son.

## Diskografie

### Studioalben
→ Diskografie von The Gaslight Anthem
Solo
- Painkillers (2016)
- Sleepwalkers (2018)
- Local Honey (2020)

Als No Release
- The Coffeehouse Sessions (1997)

Mit Amping Cooper
- Amping Cooper (2001)

Mit The Horrible Crowes
- Elsie (album) (2011) – "Behold The Hurricane" (Single) (2011)

Mit This Charming Man
- Every Little Secret (2005)

Mit Cincinnati Rail Tie
- The American Music EP (2004)

### Singles
- Alarm und Somebody to Shove (Soul-Asylum-Cover) mit Lanemeyer (2000)
- No Surrender, auf dem Album London Calling, mit Bruce Springsteen (2009)
- The South Has Spoiled Me, auf dem Album Raise It High, mit Chamberlain (2010)
- Meet You in the Middle, auf dem Album Covering Ground, mit Chuck Ragan (2011)
- The Ghost of Tom Joad (Bruce Springsteen-Cover), auf dem Album Long Forgotten Songs, mit Rise Against und Tom Morello (2013)
- Old Light, auf dem Album For Parts Unknown, mit Every Time I Die (2014)
- Forget me not, auf dem Album Sleepwalkers (2017)